# 塔季扬娜·索洛马京娜
塔季扬娜·瓦西里耶芙娜·索洛马京娜（羅馬化：Tat'yana Vasil'yevna Solomatina；1956年4月21日—）是一位俄罗斯医生、女政治人物。她在国家杜马中代表鄂毕选区。
2017年，根据《福布斯女性》杂志的报道，她在俄罗斯最富有的十位女政治家中名列第一。她2016年申报的收入为5600万卢布。

## 制裁
索洛马京娜于2022年因俄乌战争而受到欧盟制裁。